# Froukje Veenstra
Froukje Veenstra, nota anche con lo pseudonimo di Froukje (Nieuwkoop, 4 settembre 2001), è una cantante e cantautrice olandese.

## Biografia
Froukje Veenstra è nata in una famiglia di insegnanti, per i quali la musica ha sempre avuto un ruolo centrale. Ha iniziato a suonare nella band Ginger Squad, insieme a suo padre e sua sorella, e successivamente in altre band, tra cui Chicks & Wings.
Nel 2018 si è iscritta al Conservatorio di Rotterdam (Codarts). Tuttavia, i suoi studi sono stati interrotti dalla pandemia di COVID-19, nel 2020. Nel corso della pandemia, inoltre, non è stata in grado di esibirsi davanti a un pubblico.

## Carriera
La sua prima canzone Groter dan ik, una canzone di protesta sulla crisi climatica, è stata pubblicata all'inizio del 2020. La canzone è stata ascoltata in streaming 1,7 milioni di volte in meno di un anno. Nello stesso anno è stata pubblicata la sua seconda canzone Ik wil dansen. Con questo singolo, è entrata per la prima volta nella Dutch Single Top 100. Nel gennaio 2021 è stato pubblicato il suo primo EP Licht en donker, che ha raggiunto la seconda posizione nella Dutch Album Top 100. Nell'autunno dello stesso anno, Froukje si è esibita nel suo primo tour, il Licht en donker tour, cantando in alcune delle principali città di Paesi Bassi e Belgio e registrando il tutto esaurito nelle date olandesi.
Froukje è apparsa in una pubblicità delle Ferrovie dei Paesi Bassi nel maggio 2021, per la quale ha scritto la canzone Morgen is het weer vandaag, che fungeva da sottofondo nella pubblicità.
Nel 2022 è uscito il suo secondo EP Uitzinnig, contenente i singoli Niets tussen, Een teken e Zonder gezicht, quest'ultimo in collaborazione con la cantautrice S10. Nello stesso anno si è esibita al Pinkpop Festival, al Lowlands Festival e all'AFAS Live.
Nel 2023 ha fatto parte della giuria nazionale dei Paesi Bassi all'Eurovision Song Contest. Nell'estate dello stesso anno è tornata ad esibirsi al Lowlands Festival in sostituzione del gruppo Florence and the Machine.
Il 12 gennaio 2024 è uscito il suo album di debutto, Noodzakelijk verdriet, seguito da due concerti di presentazione al Carré di Amsterdam il 15 e il 16 gennaio. Il disco ha debuttato al primo posto nelle classifiche dei Paesi Bassi e delle Fiandre. A partire dal mese successivo, Froukje ha intrapreso un tour con date nei Paesi Bassi e in Belgio, registrando diversi sold out. Nello stesso anno si è inoltre esibita in alcuni festival olandesi, tra cui il Pinkpop Festival e il Lowlands Festival. In quest'ultima occasione ha presentato in anteprima il singolo Ik haat hem voor jou, cantato in collaborazione con S10. Il brano è stato poi pubblicato sulle piattaforme di streaming il 30 agosto 2024.

## Stile musicale
Frounkje compone la propria musica tramite laptop, chitarra o tastiera. A livello testuale è influenzata da Maarten van Roozendaal e Theo Nijland, che venivano spesso suonati in casa. Si ispira anche a Eefje de Visser, Typhoon e Stromae.

## Vita privata
Froukje è bisessuale. Inoltre è una fan di Pippi Calzelunghe, con la quale condivide i capelli rossi. Durante i suoi studi ha vissuto a Rotterdam. Attualmente vive ad Amsterdam.

## Discografia

### Album in studio
- 2024 – Noodzakelijk verdriet

### EP
- 2021 – Licht en donker
- 2022 – Uitzinnig

### Singoli
Come artista principale
- 2020 – Groter dan ik
- 2020 – Ik wil dansen
- 2020 – Licht en donker
- 2021 – Onbezonnen
- 2021 – Licht en donker (Remix) (feat. Willem Ardui)
- 2021 – Heb ik dat gezegd?
- 2021 – Niets tussen
- 2021 – Een teken
- 2022 – Uitzinnig
- 2022 – Zonder gezicht (feat. S10)
- 2023 – Als ik god was
- 2023 – Naar het licht
- 2023 – Houden van mij
- 2024 – Kwijt
- 2024 – Ik haat hem voor jou (feat. S10)
- 2025 – Hart in brand (feat. S10)

Come artista ospite
- 2022 – Nooit meer spijt (S10 feat. Froukje)

## Tournée
- 2021 – Licht en donker tour
- 2022-23 – Uitzinnig tour
- 2024 – Noodzakelijk verdriet tour